# سننیک
سننیک (به بلغاری: Sennik) یک منطقهٔ مسکونی در بلغارستان است که در سولیوو واقع شده‌است.